# Nyżnia Żurawka
Nyżnia Żurawka (ukr. Нижня Журавка) – wieś na Ukrainie, w obwodzie charkowskim, w rejonie iziumskim. W 2001 liczyła 104 mieszkańców.